# Carolina Beatriz Ângelo
Carolina Beatriz Ângelo née le 16 avril 1878 à Guarda et morte le 3 octobre 1911 à Lisbonne est une médecin et militante féministe portugaise. Elle est la première femme à voter au Portugal.

## Biographie
Carolina Beatriz Ângelo est née à Guarda, en 1878, deuxième des quatre enfants du journaliste Viriato António Ângelo et Émilia Clementina de Castro Barreto. Elle fait dans sa ville natale ses études primaires et secondaires et s'inscrit à l’école polytechnique pendant deux ans, puis à l'école de médecine de Lisbonne pendant cinq ans. Elle obtient son diplôme en médecine le 9 janvier 1902,. La même année, elle épouse son cousin, le docteur Januário Duarte Gonçalves Barreto, qui est un des fondateurs de la Ligue portugaise de football et un activiste républicain. Elle est considérée comme la première femme-médecin portugaise à travailler à l’hôpital de São José. Elle travaille également à l'hôpital de Rilhafoles avec Adelaide Cabete, gynécologue.

### Activisme
Carolina Beatriz Ângelo commence son militantisme civique en 1907, aux côtés d'autres femmes. Elles  rejoignent les mouvements de femmes en faveur de la paix et de la mise en œuvre au Portugal d'un gouvernement Républicain et laïque. Elles rejoignent le comité portugais de l'association française « La Paix et le désarmement par les femmes », formant le conseil d'administration, dans lequel elles demandent que le règlement des différends internationaux soit soumis à l'arbitrage exclusif des femmes. 
Elle utilise l’ambiguïté de la loi qui donne le droit de vote aux « chefs de familles alphabétisés » de plus de 21 ans mais sans préciser le sexe, pour voter lors de l'élection de l'assemblée constituante nationale de la République, en 1911. Elle est la première femme à voter au Portugal[réf. nécessaire]. Son acte est largement médiatisé parmi les associations féministes dans le monde[réf. nécessaire].
Elle rejoint la « Loja Humanidade », avec le nom symbolique de « Lígia ». Elle fait partie d'un groupe de femmes qui a rallié de nombreuses autres femmes dans le camp républicain.